# 김상길 (1854년)
김상길(金相吉, 1854년 12월 20일 ~ 1927년 10월 7일)은 대한제국 독립운동가다.

## 별칭
그의 호(號)는 대남(大南)이며 지난날 1876년 청 제국 만저우 지방 지린 성 지린 지방 잠입 시절 취안 스취안(全世拳)이라는 중국어 가명(中國語 假名)을 잠시 사용하였다.

## 생애

### 일생
경상도 청송군 府南面 大前里 429番地에서 출생하였으며 1889년 음서로 천거되어 1889년에서 1892년까지 조선국 하급 관료(조선국 강원도 평창군 평창면 면서기관) 직책을 지낸 그는 1892년 조선국 하급 관직을 사직 후 1896년 경상북도 청송의진(慶尙北道 靑松義陣)에 참가하여 의병 활동을 전개하였다. 1896년 1월 29일 경상도 청송지역 유생들이 거의를 결정한 후 심성지(沈誠之) 선생을 대장(大將)으로 추대하고 김대락(金大洛) 선생을 중군장(中軍將), 남두희(南斗熙) 선생을 수석우익장(右翊將), 서효원(徐孝源) 선생을 의영도지휘사(義營都指揮使)로 임명하였다. 이때 그는 차석우익장에 임명되었고,「唱誓詞」라는 시조를 지었다. 그 후 경상도 청송의진이 의병 활동을 전개하는 과정에서 참모(參謀)를 역임하기도 하였다.

## 사후
대한민국 정부에서는 선생의 공훈을 기리고자 2005년 8월 15일을 기하여 대한민국 건국포장을 추서하였다.